# Elisabeth van Culemborg

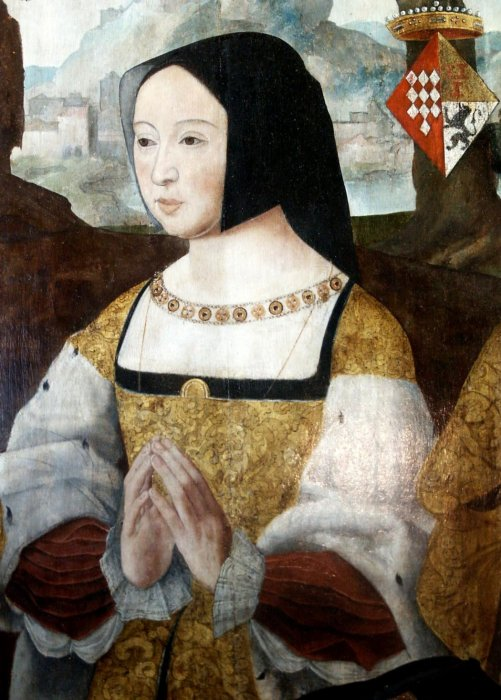
Elisabeth van Culemborg

Elisabeth van Culemborg (geboren 30. März 1475 in Hoogstraten; gestorben 9. Dezember 1555 in Culemborg) war eine Burgundische Hofdame und Wohltäterin.

## Leben
Elisabeth van Culemborg wurde am 30. März 1475 in Hoogstraten geboren. Sie war die älteste von sechs Töchtern von Jasper van Culemborg (ca. 1445–1504), und Johanna von Burgund (ca. 1460–1511). Ihr Vater gehörte zu einer der bedeutendsten Adelsfamilien im Grenzgebiet Gelderland-Utrecht-Holland. Die Culemborgs waren unter anderem mit den Grafen von Buren und Bergh verwandt. Elisabeths Mutter war eine Tochter von Antonius von Burgund, dem sogenannten „Großen Bastard“ (1421–1504), und Herzog Philipp der Gute war somit ihr Urgroßvater. Da ihre drei Brüder jung starben, wurde Elisabeth Erbin von Culemborg und Hoogstraten.
Bereits in jungen Jahren wurde Elisabeth van Culemborg am burgundischen Hof in Brüssel von ihrer Mutter eingeführt. So wuchs sie bei Philipp dem Schönen auf. Als Philipp im Oktober 1496 Johanna von Kastilien heiratete, machte er Elisabeth zur Hofdame am niederländischen Hof seiner Frau. Dort lernte sie ihren ersten Ehemann Jan van Luxemburg-Ville (ca. 1477–1508) kennen, den sie 1501 heiratete. Die Luxemburger stammten vom deutschen Kaiser Karl IV. ab und waren mit der burgundisch-habsburgischen Dynastie verwandt. Drei Jahre später, nach dem Tod ihres Vaters, wurde Elisabeth als älteste Tochter Herrin von Culemborg. Sie und Jan van Luxemburg erbten die wichtigsten Besitztümer ihres Vaters, die von Elisabeth verwaltet wurden, da Jan van Luxemburg oft abwesend war. Nach dem Tod Philipps des Schönen (1506) ernannte seine jüngere Schwester Margarete von Österreich, Regentin der Niederlande, Elisabeth zu ihrer ersten Hofdame. Jan van Luxemburg wurde zum Mitglied des Geheimen Rates von Margaretha ernannt.

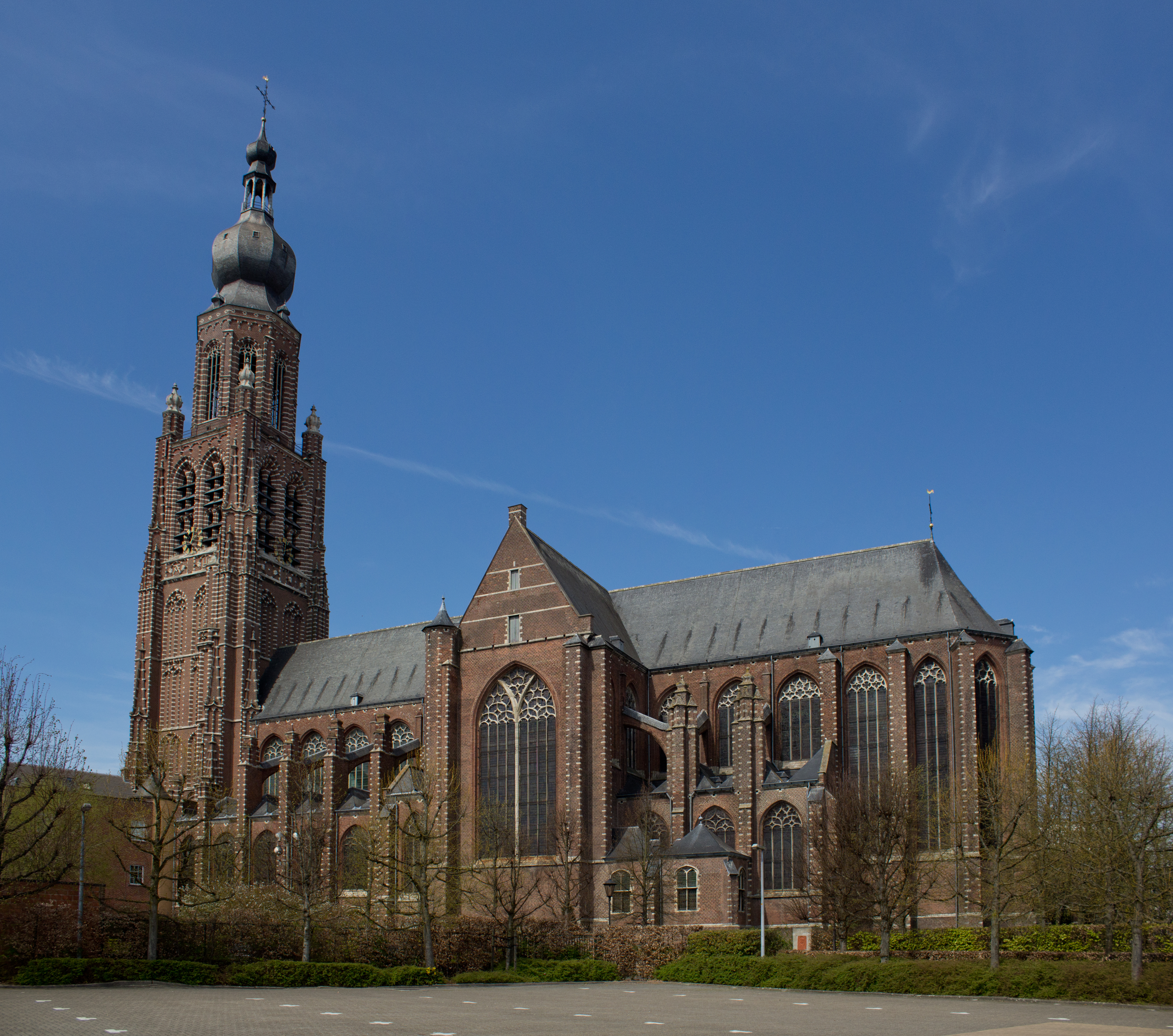
Katharinenkirche

Sieben Monate nach dem Tod von Johann van Luxemburg heiratete Elisabeth van Culemborg erneut. Ihr Ehemann war Antoine de Lalaing, der Freund und Testamentsvollstrecker von Jan van Luxemburg. Er war ein Sohn von Joost van Lalaing, Statthalter von Holland und Zeeland, eine Position, die Antoine ab 1522 ebenfalls innehatte. Sie führten ein vornehmes Leben, hatten einen großen Hofstaat und pendelten zwischen ihren Besitztümern und Verpflichtungen. Zu ihren Besitztümern zählten das alte, schlicht eingerichtete Schloss in Culemborg, ein kleiner Palast in Mechelen (heute Hof van Hoogstraten), ein prunkvolles Haus in Brüssel und das reich verzierte Schloss Hoogstraten. Vermutlich verbrachten sie einen großen Teil ihrer Zeit in Hoogstraten, wo sie die Katharinenkirche erbauen und einrichten ließen.
Im Jahr 1520 stifteten sie Culemborg ein Kolleg mit Kapelle, vermutlich eine Priesterschule für arme Schüler. Dieses Vorhaben scheiterte jedoch und um 1532 wurde das Kolleg in einen Hof für zwölf alte Männer und Frauen umgewandelt. Das Paar spendete auch Buntglasfenster an Kirchen in den südlichen und den nördlichen Niederlanden. Ihr zweiter Ehemann starb 1540. Er wurde in der fast fertiggestellten Katharinenkirche beigesetzt. Sie übertrug die Grafschaft Hoogstraten an Philip de Lalaing, einen Cousin von Antoine, und Culemborg und andere Besitztümer an ihren Cousin Erard van Pallandt. Sie behielt jedoch den Nießbrauch von Culemborg.
Sie ließ sich im Alter von 65 Jahren in Culemborg nieder, dort engagierte sie sich in der Verwaltung der Stadt. Als gläubige Katholikin wandte sie sich gegen reformatorische Tendenzen. So erließ sie beispielsweise ein Verbot ketzerischer Bücher und geheimer Versammlungen und holte die Jesuiten nach Culemborg. Sie finanzierte auch Unterricht für Kinder „in gregorianischem Gesang und Musik sowie in gutem Benehmen im Chor und auf der Straße“. Ein Haus mit  Handballplatz, Labyrinth, Obst- und Gemüsegarten, das Elisabeth etwas außerhalb von Culemborg errichten ließ, war wahrscheinlich für ihren Cousin zweiten Grades und Nachfolger Floris van Pallant und ihren Neffen Antonis van Lalaing, Sohn von Filips van Lalaing, Graf von Hoogstraten, bestimmt. Elisabeth hatte die Erziehung der beiden Jungen übernommen.
Im Jahr 1555 erhob Kaiser Karl V. Culemborg zur Grafschaft. Kurz darauf, am 9. Dezember, starb Elisabeth Gräfin von Culemborg im Alter von achtzig Jahren. Ihr Leichnam wurde zur Bestattung im Grab von Antoine van Lalaing nach Hoogstraten überführt.

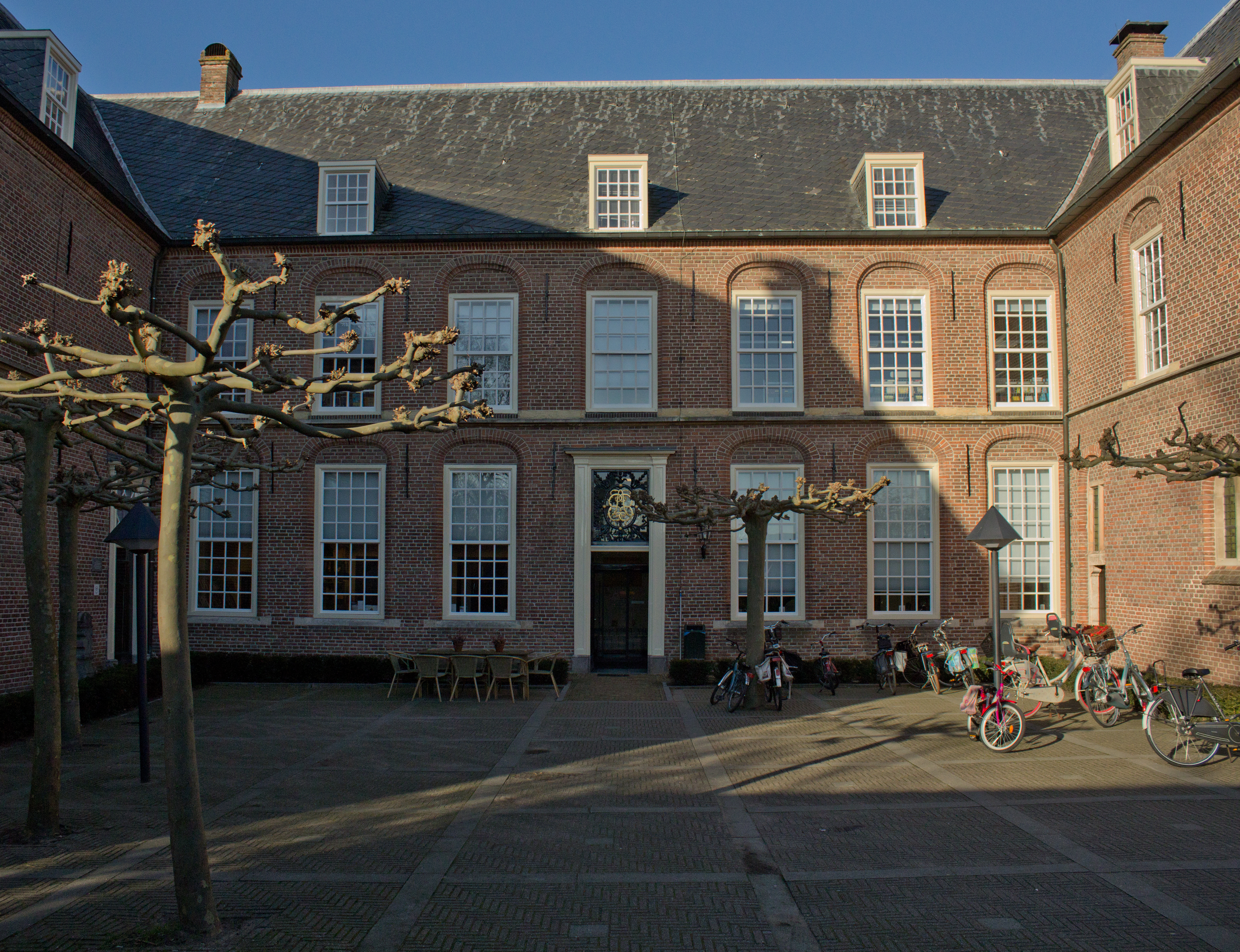
Elisabeth-Waisenhaus

Kurz vor ihrem Tod verfasste sie ein Testament, in dem zahlreiche Vermächtnisse vermerkt sind. Sie bedachte die Familie, Mitarbeiter sowie zahlreiche kirchliche und karitative Einrichtungen. Nach der Auszahlung dieser Beträge beschloss sie, dass der Rest ihres Vermögens für die Armenfürsorge verwendet werden sollte. Die zuständigen Testamentsvollstrecker beschlossen, aus dem Rest zwei Waisenhäuser errichten zu lassen. Eines wurde in Culemborg und eines in Hoogstraten errichtet. Im Jahr 1560 wurde in Culemborg das erste eigens errichtete Waisenhaus in den nördlichen Niederlanden eröffnet. Das Elisabeth-Waisenhaus diente fast vierhundert Jahre lang diesem Zweck; die letzten Waisen verließen das Haus 1952. Heute beherbergt das Gebäude eine Bibliothek und ein Museum. Die Elisabeth-Waisenhaus-Stiftung ist noch immer eine Wohltätigkeitsorganisation, die den Nachlass von Elisabeth van Culemborg verwaltet.